# Seznam računalniških revij v Sloveniji
Seznam računalniških revij, ki so izhajale v Sloveniji (ali pred letom 1991 v Jugoslaviji).
Seznam je urejen časovno po začetku izhajanja.
| naslov revije         | začetek izhajanja | konec izhajanja | spletna stran               | COBISS   |
| --------------------- | ----------------- | --------------- | --------------------------- | -------- |
| Byte                  | 1975              | 1998            |                             | (COBISS) |
| Informatica           | 1977              |                 | www.informatica.si          | (COBISS) |
| Računari u vašoj kući | december 1983     | 1995            |                             | (COBISS) |
| Računari              | 1984              | 2000            |                             | (COBISS) |
| Bit                   | 1984              | 1986            |                             | (COBISS) |
| Moj mikro             | junij 1984        | 2015            |                             | (COBISS) |
| Svet kompjutera       | 1984              | N/A             |                             | (COBISS) |
| Mala računala         | 1985              | 1985            |                             | (COBISS) |
| Pilot video           | 1985              | 1985            |                             | (COBISS) |
| Monitor               | 1991              |                 | www.monitor.si              | (COBISS) |
| Joker                 | 1992              | 2017            |                             | (COBISS) |
| Programer             | 1992              | 1994            |                             | (COBISS) |
| Win.ini               | 1992              | 1999            |                             | (COBISS) |
| SwPower               | 1992              | 2011            |                             | (COBISS) |
| Uporabna informatika  | 1993              |                 | www.uporabna-informatika.si | (COBISS) |
| PC & mediji           | 1995              | 2002            |                             | (COBISS) |
| Računalniške novice   | 1996              |                 | www.racunalniske-novice.com | (COBISS) |
| PC gamer Slovenija    | 1997              | 2002            |                             | (COBISS) |
| PC format             | 1997              | 2008            |                             | (COBISS) |
| ESC                   | 2002              | 2003            |                             | (COBISS) |
| Planet PC             | 2004              | 2005            |                             | (COBISS) |
| Game Zone             | 2005              | 2007            |                             | (COBISS) |
| Jazbina               | 2020              |                 | https://jazbina.si          |          |